# Skarvhära
Skarvhära är skär i Åland (Finland). De ligger i Skärgårdshavet och i kommunen Kökar i landskapet Åland, i den sydvästra delen av landet. Öarna ligger omkring 79 kilometer öster om Mariehamn och omkring 210 kilometer väster om Helsingfors.
Arean för den av öarna koordinaterna pekar på är 0,7 hektar och dess största längd är 150 meter i öst-västlig riktning. Trakten är glest befolkad. Det finns inga samhällen i närheten.